# فرناندو جايتان
فرناندو جايتان (بالإسبانية: Fernando Gaitán)‏ هو كاتب سيناريو كولومبي، ولد في 9 نوفمبر 1960 في بوغوتا في كولومبيا، وتوفي بنفس المكان في 29 يناير 2019 بسبب نوبة قلبية.

## وصلات خارجية
- فرناندو جايتان على موقع IMDb (الإنجليزية)
- فرناندو جايتان على موقع قاعدة بيانات الفيلم (الإنجليزية)